# Province de Gaza
Pour les articles homonymes, voir Gaza (homonymie).
La province de Gaza (en portugais : província de Gaza) est l'une des dix provinces du Mozambique. Sa capitale est la ville de Xai-Xai.

## Géographie

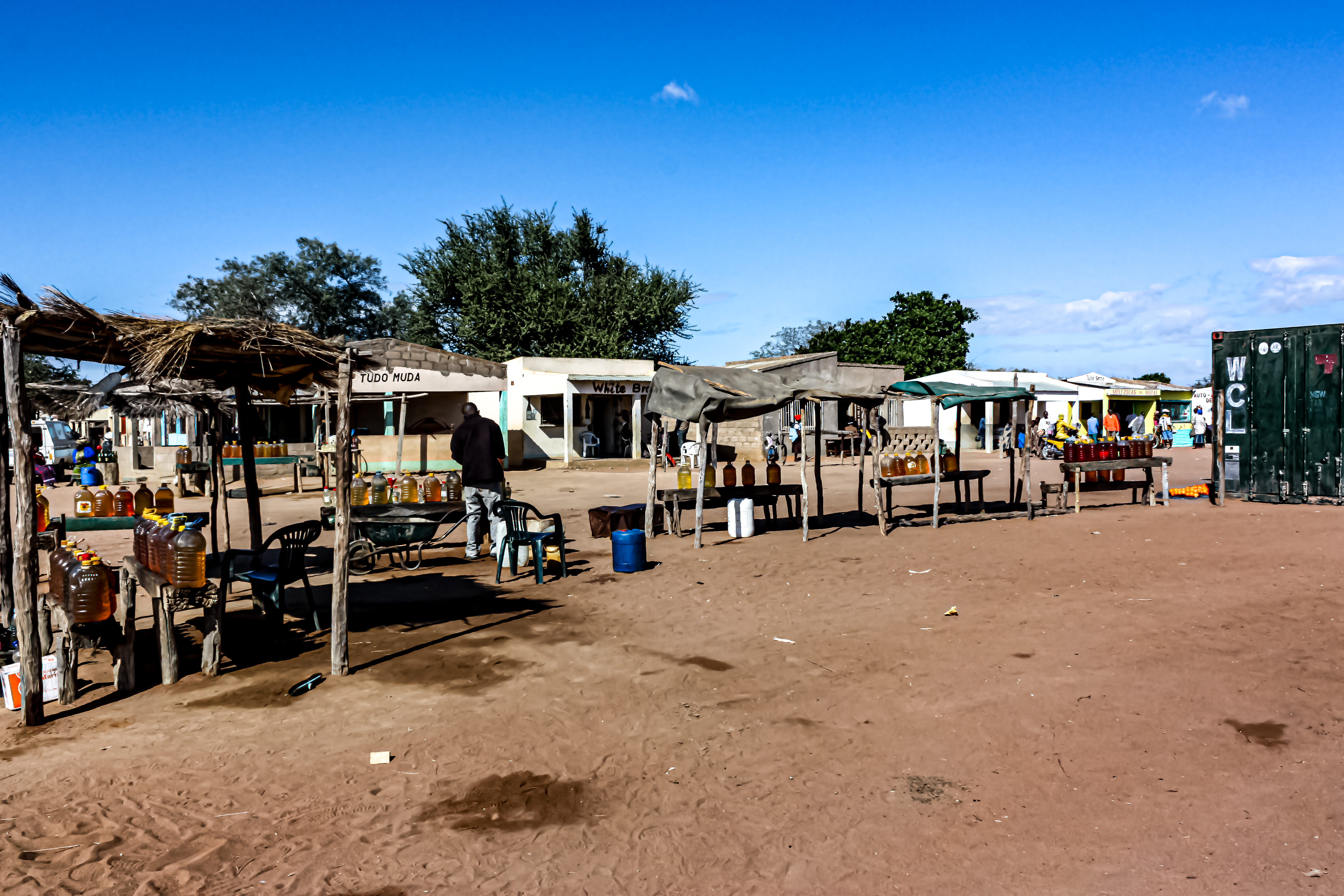
Vente d'essence à Machaila, au bord de la N 222.

Superficie de 75 709 km2. Elle est située au sud du Mozambique. Elle est bordée au nord par la province de Manica, à l'est par la province d'Inhambane, au sud par l'océan Indien et la province de Maputo, et à l'ouest par l'Afrique du Sud et le Zimbabwe.
Elle est largement irriguée par le fleuve Limpopo dans son parcours final vers l'océan Indien.

## Population
La population de la province s'élevait à 1 219 013 habitants selon les résultats du recensement de 2007, contre 1 034 000 en 1997.

## Subdivisions
La province de Gaza est subdivisée en 11 districts :
- District de Bilene Macia
- District de Chibuto
- District de Chicualacuala
- District de Chigubo
- District de Chókwè
- District de Guijá
- District de Mabalane
- District de Manjacaze
- District de Massagena
- District de Massingir
- District de Xai-Xai

Elle comprend également 4 municipios :
- Chibuto
- Chokwé
- Manjacaze
- Xai-Xai